# 헝가리의 역사
헝가리의 역사에서는 헝가리의 역사에 대하여 다룬다. 헝가리의 국토는 헝가리 평원이라 불리는 광대한 평원을 중심으로 하여, 예부터 다양한 민족이 침입하여 정착하여 왔다. 고대에는 판노니아라 불리고, 판노니아족 등이 거주하였다. 기원전 1세기에는 로마 제국에 점령되어, 속주 일리리쿰에 편입되었다가, 1세기 중엽 속주 판노니아로 분리되었다. 헝가리인이 10세기 말 헝가리 왕국을 수립하여, 14세기부터 15세기경에는 주변의 여러 왕국과 동군 연합을 맺고 오스만 제국의 침입을 받을 때까지는 중앙 유럽의 강국으로 군림하였다. 헝가리는 15세기 후반까지 오스만 제국의 강력한 압력을 받게 되었다. 1526년에 헝가리는 모하치 전투에서 오스만 제국군에 패배하여, 국왕 러요시 2세가 전사하였다. 1541년에 부다가 함락되어, 그 결과 동남부와 중부의 3분의 2를 오스만 제국(오스만 제국령 헝가리), 북서부의 3분의 1을 합스부르크 왕가의 오스트리아에 의하여 분할 지배되어(왕령 헝가리), 양 제국이 충돌하여 만나는 최전선이 되었다. 오스만 제국이 군사적으로 후퇴하자, 1699년의 카를로비츠 조약에서 헝가리 및 헝가리 국왕령의 크로아티아와 트란실바니아는 오스트리아에 할양되었다.
헝가리의 입장에서는 지배자가 합스부르크 왕가로 변한 것 뿐, 꾸준히 독립을 요구하는 운동이 반복되었다. 1848년 3월 혁명에서는 코슈트 러요시가 지도한 독립운동이야말로 러시아제국군의 개입에 의해 실패하였으나, 오스트리아에 민족독립운동을 억제하기 위한 타협을 결단케하여, 1867년에 아우스글라이히(화협)이 맺어졌다. 이렇게 하여, 합스부르크 왕가는 오스트리아 제국과 헝가리왕국에서 이중군주로서 군림하였으나, 양국은 외교 등을 제외하고는 각각의 정부를 가지고 연합하는 오스트리아-헝가리 제국이 되었다. 제1차 세계 대전 종전 직전에 헝가리는 제국으로부터 분리독립(1918년)하면서 공화국이 되었다. 1918년에 헝가리 최초의 공화제국가인 헝가리 민주 공화국이 성립하여, 사회민주당계의 카로이 미하이(Károlyi Mihály)가 초대 대통령 및 수상을 맡았다. 1920년에 체결된 트리아농 조약에 의해, 헝가리는 트란실바니아 등 오스트리아-헝가리 제국 시대의 왕국령 가운데, 면적의 72%, 인구의 64%를 잃고, 헝가리인의 전 인구 중 반수 가량이 헝가리 국외로 남겨지게 되었다. 합스부르크가를 대신하는 왕이 선출되지 않음에 따라, 1920년 3월 1일 호르티 미클로시가 섭정으로서 통치하는 헝가리 왕국의 성립을 선언하였으나, 영토를 상실함에 따른 반작용으로 차츰 우경화되었다.
헝가리는 나치 독일의 후원하에 1930년대 말, 뮌헨 협정과 빈 중재, 슬로바키아-헝가리 전쟁 등으로 일부 영토를 회복하였다. 제2차 세계 대전에서는 잃은 땅을 회복하기 위해, 또한 나치 독일의 압박을 받아, 추축국에 가담하였으나, 전쟁의 국면은 서서히 열세가 되어, 1944년에는 호르티는 추축국으로부터 이탈하려고 하였으나, 나치 독일군과 화살십자당에 의한 쿠데타(판자르파우스트 작전)으로 저지되어, 1945년 5월 8일의 패전까지 추축국으로서 전쟁을 치렀다. 1945년 5월 8일의 패전에 의해 소비에트연방에 점령된 헝가리에서는 공산화가 추진되었다. 1946년 2월 1일에 왕제가 폐지되고, 헝가리왕국은 명실공히 붕괴하였다. 소비에트 연방 점령하의 헝가리에서는, 1949년 사회주의 공화국을 표방한 헝가리 공화국(제2공화국)이 성립하였다. 1989년 10월 공산당 일당 지배 체제를 청산하고 서구식 자유 민주주의로 선회했다.

## 로마 제국 시기부터 헝가리 왕국 탄생 시까지

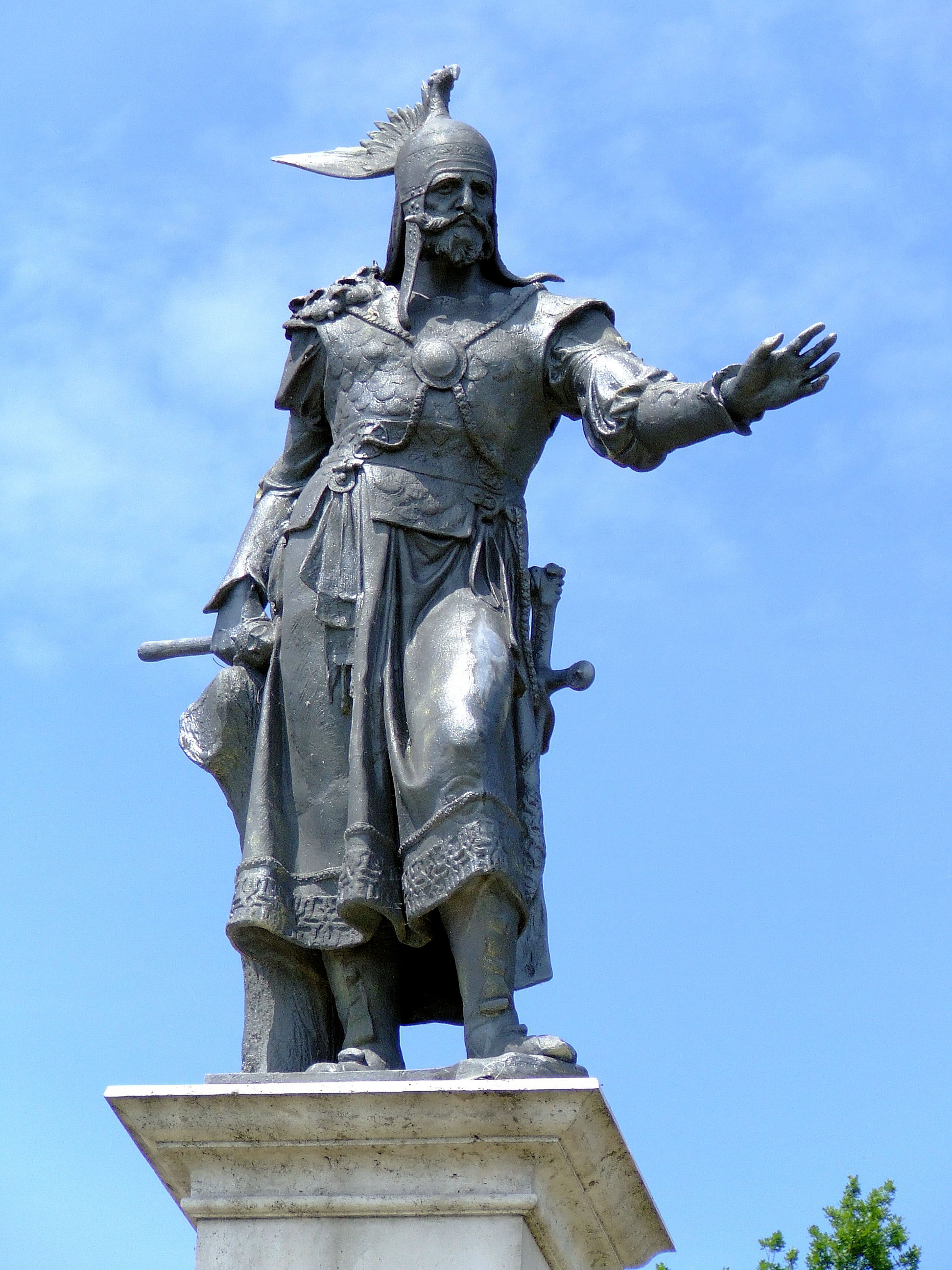
아르파드(Árpád) 상

로마 제국은 기원전 35년부터 기원전 9년 사이에 도나우강 서안 지역을 정복하였다. 이로써 기원전 9년부터 4세기 말엽까지, 로마 제국의 속주 판노니아가 훗날 헝가리의 영토가 되는 지역을 포함하는 곳에 자리 잡고 있었다. 4세기 후반에는 훈족이 침입, 서기 433년에 서로마 제국으로부터 판노니아의 지배를 인정받고, 훈족에 의하여 판노니아를 주요 영토(일부는 현재의 불가리아, 루마니아를 포함)로 하는 독립국가가 처음으로 탄생하였다. 훈족의 지배가 끝나자, 게르만족의 일파들인 동고트족, 랑고바르드족, 게피드족, 그리고 여러 다민족 부족인 유라시아 아바르족이 판노니아 평원에 출현하였다. 9세기 말, 이 지역에는 알란족과 아바르족이 거주하고 있었다. 헝가리인들이 중앙 아시아로부터 이 곳에 오기 직전(→헝가리인의 역사)에는, 동프랑크 왕국, 불가리아 제1제국, 대모라바 왕국이 헝가리 분지를 통치하고 있었다. 이에 더하여 아바르족은 9세기 말에 헝가리 분지에 상당히 많은 인구를 보여주고 있었다. 이와 같은 사실은 기존의 여러 자료들과 새로 추가되고 있는 고고학적 증거들로 알 수 있다. 이 자료와 증거들은 아바르족이 그들의 제국이 붕괴된 이후에도 살아 남았음을 제시하고 있다. 이제 막 부족을 하나로 통일한, 아르파드(Árpád)가 지휘하는 마자르인 은 895년에 헝가리 분지에 정착하였다. 헝가리인들의 집단의식 속에서 아틸라는 실제로 민족영웅이 되었고, 곧바로 9세기에 나타난 헝가리 최초의 군주 아르파드 대공과 연결되었다. 언어학자들에 따르면, 헝가리인들은 고대의 우랄어를 사용하는 민족에서 기원한다. 그 때, 그들은 볼가강과 우랄산맥 사이의 숲지대에서 살고 있었다. (→그 이전의 자세한 역사는 헝가리인 참조). 이 나라의 군사력은 헝가리인들이 콘스탄티노플에서 이베리아반도에 이르는 광대한 지역을 공포로 몰아넣은 약탈을 성공적으로 자행하기에 충분하였다. 896년, 헝가리인은 현재의 체코 및 슬로바키아를 중심으로 한 영토를 가지고 있던 대모라바 왕국(Great Moravia)을 멸망시키고 판노니아 평원(헝가리 분지)을 차지하여 새로운 나라를 일으켰다. 그 후로는 지금의 오스트리아나 이탈리아 반도, 발칸 반도 등을 원정하면서 약탈을 계속했지만 955년 8월 아우크스부르크 부근에서 일어난 레히펠트 전투에서 독일 군주 오토 1세(재위: 936년 - 973년)의 군대에 패해 장군들이 처형당했다. 이 사건을 계기로 헝가리는 최소한 서부 유럽에 있어서는 일시적으로 약탈을 중단하고, 보다 평화적인 방향으로 노선을 바꿔 아르파드 왕조의 대공(大公, 헝가리어: fejedelem) 게저의 통치가 시작됐다. :819 게저는 헝가리를 서유럽과 같은 가톨릭 국가로 통합할 작정이었다.

## 헝가리 왕국의 건국과 전성기(1000 ~ 1526)

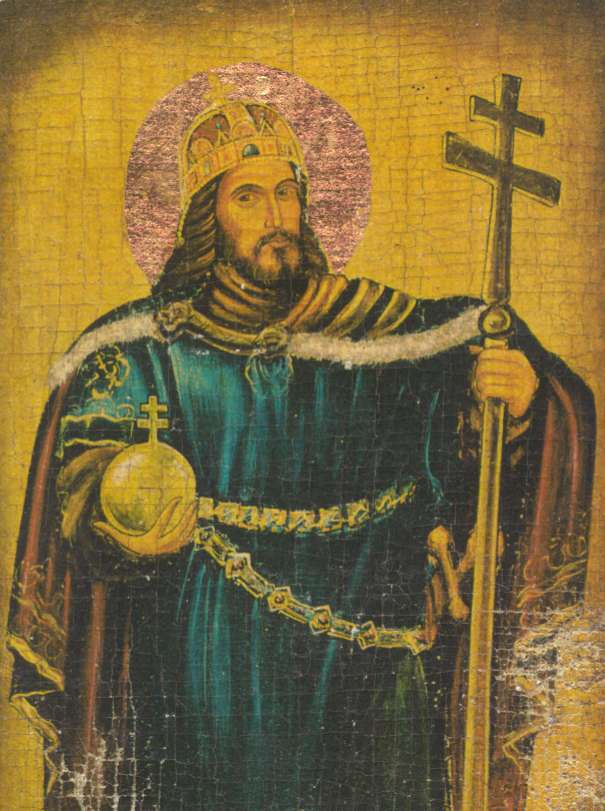
이슈트반 1세. 십자가를 쥐고 있다.

게저의 아들이었던 이슈트반 1세는 헝가리인 내부의 이교도인 부족장과의 싸움에서 이겨 기독교를 국교로 받아들이고 행정 조직을 정비하였다. 신성 로마 제국 오토 3세(재위: 991년 - 1002년)는 헝가리의 그란(현재의 에스테르곰)에 주교 통치 지역을 건설하여 이슈트반 1세를 헝가리의 왕으로 추대(1000년) :53하고, 헝가리 왕국을 건국하게 하였다. 이렇게 해서 헝가리는 서유럽 동쪽 끝에 위치한 가톨릭 국가로서의 길을 걷기 시작했다. 1102년에는 크로아티아와의 동군연합(同君聯合, 크로아티아-헝가리 동군연합)을 이루는 등 세력을 확장하였다.:200 12세기 후반 농업, 공업(수공업), 상업의 발전으로 세속 영주층의 권력이 커졌다. 토커이, 에게르 등의 와인 산지는 이 무렵 개척지에 들어온 프랑스인들에게 의해 확립된 것이다. 벨러 4세의 치하(1235년~70년)이던 1241~42년, 우구데이 칸(재위:1229~41년)이 지휘하는 몽골 제국의 군대는 독일 동부와 보헤미아에서 독일과 보헤미아의 저항에 부딪히자, 남쪽으로 방향을 바꾸어 헝가리에서 작전 중인 부대에 합류했고, 1241년 4월 헝가리군을 격파한 몽골군은 헝가리에서의 몽골 점령의 기초를 구축했다. 이로써 헝가리는 국토가 황폐화되고, 절대다수의 주민들이 죽임을 당했다. 몽골군이 갑작스럽게 물러간 후 벨러 4세는 방위를 위해 봉건영주에게 석조 성을 쌓는 것을 허용했다. 벨러 4세 자신이 왕궁지 에스테르곰을 대주교에게 양도하고, 부더 남쪽에 있는 야트막한 언덕에 성벽을 쌓아 왕궁(부다 성)을 짓고 이 곳을 부더라고 명명했다. 그때까지 부더는 오부더(구(舊) 부더)였다. 1301년 언드라시 3세가 사망하자 아르파드 왕가는 단절되었고, 여러 가문들이 헝가리의 왕위를 소유하려고 분쟁이 일어나기도 하였다. 야노시 왕가의 마차시 1세의 절대주의 통치 하(1458년~90년)에서 헝가리는 영토를 확장하고 르네상스 문화를 도입해 영화를 누리는 헝가리의 황금 시대가 열렸다. 그렇지만 그 영화는 길게 이어지지 못했고 도자 죄르지의 농민 전쟁(1514년), 중견 귀족과 대 귀족의 항쟁 등이 이어지며 나라는 쇠퇴의 길로 들어섰다. :819

## 헝가리의 분할 통치(1526 ~ 1702)
서방으로의 팽창정책을 추진하던 오스만 제국과 헝가리 왕국의 충돌은 불가피하였다. 1526년, 모하치 전투에서 러요시 2세(재위: 1516년–1526년)가 지휘하던 헝가리 왕국군은 오스만 제국의 술탄인 쉴레이만 대제(재위: 1520년-1566년)가 이끄는 오스만 제국군에게 완패하고, 국왕 자신도 전사하였다. 이 전쟁의 패배로 인하여 헝가리는 오스만 헝가리와 트란실바니아를 오스만 제국에게 할양하였다. 오스만 제국군은 이에 그치지 않고 진격하여 빈을 공격했고, 1541년에는 부더를 점령했다. 이로써, 헝가리는 약 150년간 합스부르크 왕가가 직접 통치하는 도나우 강 서쪽의 로열 헝가리(합스부르크 헝가리)와 오스만 왕가가 직접 통치하는 부다를 포함한 구 헝가리 왕국의 중앙부인 오스만 헝가리, 오스만 아래서 큰 자치를 누리는 트란실바니아를 통치한 터키 보호령의 헝가리 왕국(1570년부터 트란실바니아 공국)으로 3분된다. 헝가리의 황금기는 16세기 초 오스만 제국에 의해 정복되고 16세기 오스트리아가 헝가리의 나머지 땅마저 지배하게 되어 끝이 났다. 17세기 말에는 오스트리아가 헝가리 땅을 전부 차지하게 되었다.
국토의 3분할로 헝가리의 모든 도시는 각기 다른 발전의 길을 걷게 되면서 다른 성격을 띠게 되었다. 일례로, 도나우 강 서쪽의 쇼프론이나 케세그는 경제, 상업 면에서 오스트리아와 밀접한 관계를 갖게 된다. 트란실바니아 공국은 터키 보호령 하에 있었지만 헝가리인의 통치국가로 발전해 갔다. 콜로주바르(현 루마니아 령, 클루즈 또는 나포카)는 당시 가장 번성했던 도시였다. 3분할 시 베트렌, 라코츠, 그 후 테케리의 "클루츠" 군과 대 터키, 대 합스부르크 전쟁에 나서 조국통일을 이루는 중심지였다.
오스만 제국의 점령 하 접경지에서는 늘 공방이 있었다. 그러나 에겔처럼 도시의 성곽이 요새화되었거나 헝가리 왕국이나 대귀족의 수비병들이 보수를 제대로 받을 수 없었기 때문에 그 지역 헝가리인 거주지 약탈에 나섰던 경우도 있다. 이 때문에 마을 사람들은 데브레첸, 케치케메트, 소르노크, 쥬라 등의 도시로 난을 피해 달아났다. 오스만 제국의 통치는 이런 면을 제외하면 종교개종을 강제하지도 않았고, 터키인과 거의 접촉할 일도 없어 그때까지 번영을 누려온 헝가리인들도 있었다. 오히려 훗날, 오스트리아-헝가리 제국 내의 주민들이 빈, 나중에 프라하 중앙집권하에 놓이게 된다. :819
야노시 왕가와 합스부르크 왕가가 헝가리의 왕위를 두고 서로 다투었지만, 합스부르크의 혼인 정책으로 야노시 가문은 합스부르크 가문에 흡수당하면서, 오스트리아의 대공이 헝가리의 왕을 겸하기 시작하였다. 트란실바니아 공국의 대 터키 합스부르크 전쟁은 모두 전과를 거두지 못하고, 1600년 이후 트란실바니아 공국은 공위계승전에서 약체화되었다. 그러나 폴란드-오스만 전쟁 (1683년-1699년)의 결과인 카를로비츠 조약(1699년)으로 최전성기 때의 영토를 모두 회복한다. 헝가리는 1683년부터 1791년까지 크로아티아, 슬라보니아, 시르미아를 재장악하며 합스부르크 제국 내 슬라브족을 영접하기 위한 항구를 경계지역에 건립하였다.:201

## 헝가리의 독립 운동과 이중 제국의 성립 (1703 ~ 1919)
1703년 합스부르크의 통치에 반대하여 트란실바니아 대공 라코치 페렌츠 2세가 주동한 민족 반란이 일어나지만 결국 실패한다. 1848년에 코슈트의 주도로 1848년 헝가리 혁명이 일어났으나, 러시아 제국의 개입으로 실패한다. 그러나, 오스트리아가 보오전쟁에서 패배하고 헝가리에 호의적인 시씨 황후로 인해 오스트리아와 헝가리에선 대타협이 이루어져, 오스트리아의 합스부르크 왕가의 지배 아래에 있던 헝가리는 1867년 오스트리아와의 타협으로 오스트리아-헝가리 제국의 자치 왕국으로 승격되었다. 헝가리는 외교와 국방을 제외한 부분에서 엄청난 자치를 보장받으면서, 헝가리의 경제와 문화는 비약적으로 발전한다. 그러나 제1차 세계 대전(1914년 7월 28일 ~ 1918년 11월 11일) 후 오스트리아-헝가리 제국이 해체되면서 종전 직전인 1918년 10월 31일 헝가리는 독립을 선언하고, 헝가리 최초의 공화제국가인 헝가리민주공화국이 성립하여, 사회민주당계의 미하이 카로이(Mihály Károlyi)가 초대 대통령 및 수상을 맡았다. 1919년에는 공산 혁명이 일어나 헝가리 소비에트 사회주의 공화국이 세워졌지만 루마니아가 침공해 소비에트 공화국을 무너뜨리고 전(前) 오스트리아-헝가리의 해군 제독이었던 미클로시 호르티를 집권시키는 등, 1919년 8월~11월 중순까지 루마니아가 부다페스트를 점령하였다. 헝가리는 제1차 세계 대전의 패전국이었고, 전쟁의 책임을 마무리하는 교섭이 진행되어, 연합국과 헝가리간의 트리아농 조약(1920년 6월 4일)에 따라 전쟁 전의 영토(슬로바키아, 보이보디나, 트란실바니아, 슬라보니아)와 인구의 상당부분을 중부 유럽의 신생 독립국들(루마니아 왕국, 제1 체코슬로바키아 공화국, 유고슬라비아 왕국)에게 할양할 수 밖에 없는 손실을 입었다. 이 조약으로 오스트리아-헝가리 제국은 해체되었고 제1차 세계 대전 전의 영토 중 72%를 상실하여 국토 면적이 325,111 km2에서 93,073 km2로 줄어들었고, 인구의 64%를 상실하여 2090만명에서 760만명이 되었다.(→트리아농 조약) 이 조약은 나중에 헝가리가 추축국에 가담하게 되는 배경이 된다. 국민투표를 거쳐 쇼프론을 제외한 부르겐란트가 헝가리에서 분리되어 오스트리아에 속하게 되었다.:200

## 정치 체제 논쟁과 2차 세계 대전(1919 ~ 1949)
헝가리는 제1차 세계 대전이 끝나고 합스부르크가를 대신하는 왕이 선출되지 않음에 따라, 왕정을 유지할지 공화정을 선포할 지 엄청난 논쟁에 있었다. 결국 헝가리 귀족들은 왕정을 우선 유지하고 서서히 공화정으로 나아가자고 합의했으며, 호르티 미클로시를 섭정왕으로 선출(1920년 3월 1일)하고, 그가 통치하는 헝가리왕국의 성립을 선언하였다. 섭정왕 미클로시 호르티는 영토를 상실함에 따른 반작용으로 차츰 우경화되었다. 호르티는 수정주의 정책을 실시하고 이탈리아 파시스트와 독일 나치의 접근을 용이하게 한다.:200 이리하여 헝가리는 1930년대에 나치 독일의 강요로 동맹 관계를 맺었다. 히틀러는 헝가리에 있는 유대인들을 학살하기 위해 헝가리를 침공하여 호르티를 나치 합작자로 대체해야 했다. 그 때문에 나치 독일은 호르티는 물론 아들까지도 감금했고, 소련군이 풀어주게 된다.
헝가리는 나치 독일 주도의 추축국에 가담하면서, 뮌헨 협정(1938년), 빈 중재(1938년 및 1940년)를 통해 루마니아로부터 트란실바니아 북서부를 할양받았고 슬로바키아-헝가리 전쟁(1939년) 등으로 슬로바키아와의 국경 지역 일부를 합병하였다. 헝가리는 제2차 세계 대전에서, 잃은 땅을 회복하기 위해 또한 나치 독일의 압박을 받아, 추축국에 가담하여 유고슬라비아 왕국을 공격해 현재의 슬로베니아 일부 지역과 세르비아, 보스니아 헤르체고비나 전역을 합병, 대국이 되었다. 그러나, 전세가 불리해지자 1944년, 호르티는 추축국으로부터 이탈하려고 하였으나, 하지만 아돌프 히틀러의 도움을 받은 살러시 페렌츠가 이끄는 화살십자당이 헝가리를 장악{나치 독일군과 화살십자당에 의한 쿠데타(판자르파우스트 작전)}함으로써, 이탈은 저지되었다. 결국 헝가리는 1945년 5월 8일의 패전까지 추축국으로서 전쟁을 치렀다. 부다페스트 포위전으로 연합국으로 돌아서게 된다. 종전 후, 1946년 2월 1일에 왕제가 폐지되고, 헝가리왕국은 명실공히 붕괴하였다. 헝가리는 파리 조약(1947년)에 따라, 전쟁으로 얻은 영토를 모두 잃고 1938년 1월 1일 당시의 국경으로 돌아갔다.:200 소련에 의해 헝가리 인민 공화국이 선포되었다. 소비에트연방 점령하의 헝가리에서는, 1949년 사회주의공화국을 표방한 헝가리 공화국(제2공화국)이 성립하였다.

## 헝가리 인민 공화국(1949~1989)
헝가리에서는 제2차대전 후 1946년 2월에 공화제가 실시되고 소지주당(小地主黨)을 제1당으로 하는 4개정당 연립정권이 발족하였다. 그 후 1947년 8월의 총선거에서 공산당은 제1당으로 진출하고 이의 지도를 받는 민족독립전선은 60.8%를 차지하였다. 이듬해 6월에는 공산당이 사회당과 합병해서 근로자당(勤勞者黨)으로 개칭하고, 1949년 5월의 총선거에서는 99.8%를 얻었으며, 그 해 8월 20일에는 신헌법을 공포하여 인민공화국이 발족하였다. 헝가리에서는 처음으로 소비에트 블록 공산주의에 대한 최초의 대규모 반대 운동으로, 헝가리 사람들이 자유, 민주주의, 정치 탄압 종식을 요구한 헝가리 혁명(1956년 10월 23일)이 일어났다. 혁명에 의해 10월 24일 수상으로 임명된 임레 너지는 소련의 간섭에서 벗어나고자 바르샤바 조약 기구 탈퇴를 선언했다. 그러자, 소련의 붉은 군대가 헝가리를 침공하여 반공 시위를 무력으로 진압하여 강제로 혁명을 무너뜨리고 독자 노선 추구를 이끈 임레 너지를 사형시키는 등, 혁명 지도자들을 죽이면서 혁명은 실패하였다. 1956년 10월의 '헝가리 의거'가 있은 뒤에 라코시(1952∼1953년 수상)는 당의 명칭을 사회주의노동자당으로 개칭하고 당의 숙청을 단행했다. 또한 작가연맹(作家聯盟)을 해산시켰으며, 노동자평의회(勞動者評議會)를 금지시켰으며, 1959년부터 61년에 걸쳐서 농업집단화를 완성하였다. 하지만 이후 헝가리는 중앙유럽의 민주화를 주도한다. 카다르 제1서기는 소련의 제22차 당대회 후에 새로운 노선을 채용하고, 1962년 8월에는 라코시·케레 등 스탈린주의자를 일소하였으며, 이듬해 3월에는 의거로 체포되어 있던 정치범들을 모두 석방시켰다. 1980년대 후반이 되자, 소련의 페레스트로이카와 함께, 공산당(헝가리사회주의노동자당) 독재의 한계가 드러났다. 1980년대 후반의 헝가리민주화운동의 결과, 1989년 5월, 헝가리는 서방측의 오스트리아와의 국경에 설치되어 있던 철조망 "철의 커튼"을 철거하고 국경을 개방하였다. 1989년 8월에는 헝가리사회주의노동자당이 하야하고, 1989년 10월 23일에는 신헌법(헝가리공화국헌법)의 시행으로, 다당제와 대통령제를 기반으로 한 자유민주주의와 시장경제를 도입하고 국호를 헝가리 공화국으로 변경했다. 이로써 헝가리 인민 공화국은 명실 공히 붕괴하였다. 헝가리는 1980년대 말 바르샤바 조약 폐지와 코메콘 폐지도 주도하였다.

## 헝가리 공화국(1989~ )
1991년 소련이 해체되자 헝가리는 서유럽 국가들과 관계를 더욱 긴밀히 하며 1996년에는 OECD에, 1999년에는 북대서양 조약기구(NATO)에, 2004년 5월 1일에는 폴란드, 체코, 슬로바키아와 함께 유럽 연합에 가입했다. 헝가리 제3공화국의 국기와 국장에는, 파시즘과 나치즘 체제를 펼쳤던 화살십자당의 화실십자가 문장과 공산당시대의 붉은 별의 문장이 제거되었다. 또한, 나치 독일, 화살십자당, 소비에트연방, 공산당 일당독재에 의한 압제의 반발로서, 하켄크로이츠, 화살십자, 낫과 망치, 붉은 별의 사용이, 1993년의 개정형법에 의해 금지되고 있다. 헝가리는 지금까지도 정치가 안정되지 못하여 2007년에 반정부 폭동이 일어난 바 있다. 헝가리는 2009년 1월 1일부터 동성결혼이 합법화될 예정이었으나, 위헌 판결을 받으면서 도입이 불가능해 버렸다. 하지만 2009년 5월 9일에 동성커플을 인정함에 따라 7월부터 동성커플을 인정하는 법률이 통과됐다. 2009년 3월 15일에 헝가리의 부다페스트에선 혁명기념일에 반정부 시위가 일어나기도 했다.

## 같이 보기
- 헝가리의 군주